# フローンチ

フローンチ
Argent flaunches gules

フローンチ（英: Flaunch）は、紋章学において、シールド又はフィールドの左右の端からフィールド内に突き出ている半円又は円弧状のチャージである。必ず左右1つずつの2つ1組で用いられ、紋章記述では常に複数形 (flaunches) で記述される。オーディナリーの中でもサブオーディナリーに分類され、他のオーディナリーと同じく分割線で分割することができる。

## 解説
フローンチのディミニュティブは、フランケス (flasques) 又はヴォイダース (voiders) であるとする紋章官もいるが、単にフローンチを意味する別の言葉に過ぎないとする説もあり、食い違いが見られる。同様にフローンチと同義とされている言葉にフランクス (flanks) や フラスクス (flasks) がある。いずれにしても、これらもフローンチと同様に単独で使うことはできない。また、現代の紋章学の中には存在しない。
プランシェ (Planché) は、自署「紋章属官 (Pursuivant of Arms)」の中で、貴族女性の非嫡出子の男子は、サーコートに描く彼の紋章を普通よりかなり大きく見えるフローンチの間の領域に置かなければならないという規則があったことを紹介している。しかし、これは実際には規則でなく、最高でも1つの事例であった事柄に過ぎない。
ジェームズ・パーカー (1834-?) は、円弧ではなくフィールドの左右の辺を底辺とする三角形のような先の尖った直線的なフローンチもあったと述べている。そのようなフローンチはスクウェア・フランク (square flanks) と呼ばれ、モーゼルトン (Moselton) の紋章で描かれている。その紋章記述は次のとおり。
Or, three palets, over all two square flanks gules.